# Uinyeo
Uinyeo var ett historiskt koreanskt yrke. En uinyeo var en kvinnlig läkare i Korea. Yrket existerade under Joseondynastins epok, då den konfucianska könssegregeringen gjorde det nödvändigt med kvinnliga läkare för att behandla kvinnliga patienter.
Yrket grundlades genom ett dekret om organisationen av sjukvården i Korea år 1406. Vid denna tidpunkt hade könen segregerats allt mer på grund av det ökade inflytandet av konfucianismen, och kvinnor avled till följd av hämningarna mot att anlita manliga läkare för att behandla kvinnliga patienter. Därför framfördes och accepterades förslaget att utbilda kvinnliga läkare. På grund av könsrollerna var det dock inga familjer som ville tillåta sina döttrar att bli utbildade inom medicin, och därför avdelades kvinnliga slavar för detta yrke. De tillhörde två klasser, en som var aktiv vid hovet, och en som var aktiv vid de allmänna hälsoklinikerna. Vid hovet hade de från början av 1500-talet tillstånd att närvara vid hovfesterna. Då endast slavar kunde förmås att utbilda sig i yrket hade det låg status i samhället, men det fortlevde fram till dynastins fall 1910.